# Adam Linson
Adam Linson (* 1975 in Los Angeles) ist ein US-amerikanischer Jazz- und Improvisationsmusiker (Kontrabass, Electronics, Sampling).
Adam Linson studierte bei George Lewis in San Francisco.  2006 legte er als Debüt das Soloalbum Cut and Continuum vor; 2007 nahm er im Duo mit Lawrence Casserley das Album Integument auf. Im Bereich des Jazz war er zwischen 2004 und 2008 an sechs Aufnahmesessions beteiligt, u. a. mit Evan Parker (Eleventh Hour, 2004), John Butcher (Somethingtobesaid, 2009). In Quartettbesetzung mit Axel Dörner, Rudi Mahall und Paul Lytton nahm er in Berlin 2008 Figures and Grounds auf. Linson lebt seit 2008 in Berlin, wo er unter anderem mit Alexander von Schlippenbach arbeitet.